# Matt Giordano
Pour les articles homonymes, voir Giordano.
(en) Statistiques sur pro-football-reference
Matthew Victor Giordano (né le 16 octobre 1982 à Fresno) est un joueur américain de football américain évoluant au poste de safety.

## Enfance
D'ascendance italienne (son arrière-grand-père est le boxeur Raffaele Giordano, plus connu comme Young Corbett III), Matt joue au football dans l'équipe de la Buchanan High School à Clovis et est le cocapitaine de l'équipe. Il évolue avec le numéro 2 et effectue lors de sa dernière saison un total de cinq interceptions, de soixante-quatre tacles (qui causent trois fumbles). Un de ses plus grands exploits est un retour de punt (dégagement) où il inscrit un touchdown.
En dehors du football, il est champion de la ligue sur 400 mètres.

## Carrière

### Université
Après un passage de deux ans à Fresno, il entre à l'université de Californie et reçoit de nombreux honneurs faisant partie des first-team de la division. Durant sa carrière universitaire, il intercepte deux ballon, un sack, 111 tacles (quatre ratés), fait perdre deux ballons et en récupère un.

### Professionnel

#### Colts d'Indianapolis
Giordano est choisi lors du quatrième tour du draft de la NFL de 2005 par les Indianapolis Colts. Lors de sa première saison (rookie), il joue quinze matchs et tacle à dix reprises. En 2006, il fait sa première interception en professionnel et remporte le Super Bowl XVI dans lequel il est d'une grande aide face au Bears de Chicago.
Lors de la saison 2007, il marque un touchdown après avoir remonté tout le terrain (83 yards) après une interception. Son contrat se termine après la saison 2008 mais signe un contrat d'un an avec les Colts le 20 avril 2009 mais il n'est pas gardé du fait de l'arrivée de Cody Glenn et quitte le club le 6 septembre.

#### Rodage
Le 23 septembre 2009, les Packers de Green Bay annonce l'arrivée de Giordano mais il est libéré à la fin de la saison après avoir joué cinq matchs. Onze jours plus tard, il signe avec les Falcons d'Atlanta mais la franchise de Géorgie le fait jouer dans l'équipe d'entraînement.

#### Saints de la Nouvelle-Orléans
Matt signe avec les Saints de la Nouvelle-Orléans le 12 octobre 2010 et effectue neuf matchs durant la saison 2010.

#### Raiders d'Oakland
Le 15 août 2011, les Raiders d'Oakland font signer Giordano après la blessure de Hiram Eugene lors de la pré-saison.